# Blind Massage
Pour plus de détails, voir Fiche technique et Distribution.
Blind Massage (en chinois : 推拿, Tuī Ná) est un film dramatique chinois réalisé par Lou Ye, dont le scénario est inspiré d'un roman de Bi Feiyu et sorti en 2014.

## Distribution
- Xiaodong Guo
- Lu Huang
- Xuan Huang
- Hao Qin
- Lei Zhang : Kong

## Distinctions
- Asian Film Awards 2015 : meilleur film asiatique